# Ivan Toplak
Ivan Toplak (srbsko Ивaн Toплaк), srbsko-slovenski nogometaš, * 21. september 1931, Beograd, Kraljevina Jugoslavija, † 26. julij 2021, Maribor
Toplak je v jugoslovanski ligi za kluba Odred in Crvena Zvezda.  Za Odred je med letoma 1951 in 1954 v prvi jugoslovanski ligi odigral 25 prvenstvenih tekem in dosegel štirinajst golov, za Crveno Zvezdo pa do leta 1961 210 prvenstvenih tekem in 144 golov.
Za jugoslovansko reprezentanco je 1956 odigral edino uradno tekmo.
Kot trener je začel pri Crveni Zvezdi med letoma 1964 in 1966. Po nekaj letih dela v ZDA je vodil jugoslovansko in ob koncu kariere tudi indonezijsko reprezentanco. Jugoslovansko olimpijsko reprezentanco je vodil na poletnih olimpijskih igrah v letih 1980, ko so zasedli četrto mesto, in 1984, ko je reprezentanco popeljal do bronaste medalje.